# Kabinett Reibnitz IV
Das Kabinett Reibnitz IV bildete vom 16. April 1929 bis zum 4. Dezember 1931 die Landesregierung von Mecklenburg-Strelitz.
| Amt                                                              | Name | Partei            |
| ---------------------------------------------------------------- | --- | ----------------- |
| Vorsitzender des Staatsministeriums und Leiter aller Abteilungen | Kurt Freiherr von Reibnitz | SPD               |
| Parlamentarische Staatsräte 1                                    | Otto Fröhmcke Otto Heipertz, 16. April 1929 – 8. Dezember 1930 Franz Gundlach, ab 20. März 1930 Richard Schreckhas, ab 30. Juni 1931 | VHG 2 DVP DDP DVP |

Fußnoten